# Rüdiger von Voss
Rüdiger Hans Alexander Joachim von Voss (* 14. Oktober 1939 in Potsdam; † 2. Dezember 2023 in Berlin) war ein deutscher Jurist, Publizist und Historiker. Er war unter anderem als Bundesgeschäftsführer des Wirtschaftsrats der CDU in Bonn tätig.

## Leben
Rüdiger von Voss wurde 1939 als Sohn des Berufsoffiziers und Widerstandskämpfers des 20. Julis 1944, Hans-Alexander von Voss, in Potsdam geboren. Sein Großvater Joachim von Stülpnagel war General der Infanterie. Er studierte Rechtswissenschaften an der Ludwig-Maximilians-Universität München, der Universität Grenoble und der Universität Göttingen. Rüdiger von Voss wurde 2016 an der Technischen Universität Chemnitz in Geschichte zum Dr. phil. promoviert.
Von 1970 bis 1974 war er wissenschaftlicher Referent im Wirtschaftsrat der CDU. Von 1974 bis 1976 war er Abteilungsleiter im Büro des Generalsekretärs der CDU, Kurt Biedenkopf, in Bonn. Danach war er ab 1976 Abteilungsleiter Gewerkschaften und Verbände in der Bundesgeschäftsführung der CDU unter Heiner Geißler. 1978 wurde er Referatsleiter bei der Hauptgeschäftsführung der Bundesvereinigung der Deutschen Arbeitgeberverbände in Köln. 1983 übernahm er die Bundesgeschäftsführung des Wirtschaftsrates der CDU. Außerdem wurde er Mitglied des CDU-Bundesvorstandes und 1991 des Präsidiums.
Er war Ehrenvorsitzender der Stiftung 20. Juli 1944 und der Forschungsgemeinschaft 20. Juli, die er begründete. Rüdiger von Voss war evangelisch, seit 1972 als Ehrenritter und seit 1984 Rechtsritter des Johanniterordens, organisiert dort in der Brandenburgischen Provinzial-Genossenschaft der Kongregation.
Voss war in Berlin als Rechtsanwalt tätig. Er war verheiratet und seit Mai 2021 verwitwet.

## Auszeichnungen
- Bundesverdienstkreuz 1. Klasse (1989)
- Großes Bundesverdienstkreuz (1999)

## Schriften (Auswahl)
- Verf. mit Hermann Vogt und Elmar Pieroth: Partnerschaft und Parität. Modellstudien zur Mitbestimmung und Vermögensbildung in Unternehmen und Wirtschaft. Materialien zur politischen Bildung. Eichholz, Bonn 1974, ISBN 978-3-87198-027-5.
- Projekt Mitbestimmungsgesetz. Sach- u. Personenregister zur 1. Lesung, zur Anhörung und zum Biedenkopf-Bericht. Deutscher Instituts-Verlag, Köln 1975, ISBN 978-3-88054-272-3.
- Herausforderung Standortdebatte. Deutschland vor der Entscheidung. Bouvier, Bonn 1998, ISBN 3-416-02757-4.
- Der Staatsstreich vom 20. Juli 1944. Politische Rezeption und Traditionsbildung in der Bundesrepublik Deutschland. Lukas Verlag, Berlin 2011, ISBN 978-3-86732-097-9.
- Hrsg. mit Frank-Lothar Kroll: Schriftsteller und Widerstand. Facetten und Probleme der „Inneren Emigration“. Wallstein Verlag, Göttingen 2012, ISBN 978-3-8353-1042-1.
- Hans-Alexander von Voss. 1907–1944. Im Schatten der Väter (= Stuttgarter Stauffenberg-Gedächtnisvorlesung. 2012). Wallstein, Göttingen 2013, ISBN 978-3-8353-1294-4.
- Julius von Voß, Offizier, Aufklärer und Schriftsteller im Zeitalter der Revolutionen. be.bra Wissenschaftsverlag, Berlin 2017, ISBN 978-3-95410-088-0 (zugl. Diss. TU Chemnitz).
- Niemandsland. Die Farenheids und die Schmidt von Altenstadts. Eine Spurensuche in Ostpreußen. be.bra Wissenschaft Verlag, Berlin 2018, ISBN 978-3-95410-216-7.
- Das Vermächtnis des Staatsstreichs vom 20. Juli 1944. Rezeption und historische Wahrnehmung des Widerstandes. be.bra Wissenschaft Verlag, Berlin 2024, ISBN 978-3-95410-327-0.